# Staatliche Kunstsammlungen Dresden
De Staatliche Kunstsammlungen Dresden (SKD) omvatten de musea en instituten van de Duitse deelstaat Saksen in de hoofdstad Dresden.

## Geschiedenis
De Staatliche Kunstsammlungen Dresden vonden hun oorsprong in 1560 met de stichting van de Kunstkammer door de Saksische keurvorsten. Een sterke uitbreiding van de collecties vond plaats tijdens het bewind van Frederik August I (beter bekend als August de Sterke), die regeerde van 1694 tot 1733 en Frederik August II, die regeerde van 1733 tot 1763. Al ten tijde van de Saksische vorsten was hun kunstbezit in beperkte mate openbaar toegankelijk.
In 2010 werd het 450-jarig jubileum gevierd.

## Musea en instituten

### Zwinger
- Gemäldegalerie Alte Meister
- Porzellansammlung (Dresden), de verzameling keramiek en in het bijzonder de collectie Meißener Porzellan)
- Rüstkammer (Dresden), de collectie historische wapens en wapenrustingen met de Türckische Cammer
- Mathematisch-Physikalischer Salon, de verzameling historische klokken en instrumenten

### Residenzschloss
- Grünes Gewölbe, de verzameling juwelen en sieraden in het Historische Grüne Gewölbe en het Neue Grüne Gewölbe
- Kupferstichkabinett Dresden, het prentenkabinet met het Josef-Hegenbarth-Archiv
- Münzkabinett (Dresden), de verzameling munten, penningen, ordetekenen en medailles

### Albertinum (Dresden)
- Galerie Neue Meister, de verzameling moderne en hedendaagse schilderkunst
- Skulpturensammlung, de verzameling beeldhouwkunst van de negentiende en de twintigste eeuw

### Lipsius-Bau
- Kunsthalle im Lipsius-Bau, de kunsthal voor wisseltentoonstellingen

### Schloss Pillnitz
- Kunstgewerbemuseum (Dresden), verzameling kunstnijverheid

### Jägerhof
- Museum für Sächsische Volkskunst, collectie regionale kunst
- Puppentheatersammlung (Dresden), de collectie marionetten en poppentheaters

## Instituten
- Gerhard Richter Archiv
- Kunstbibliotheek
- Kunstfonds

## Fotogalerij

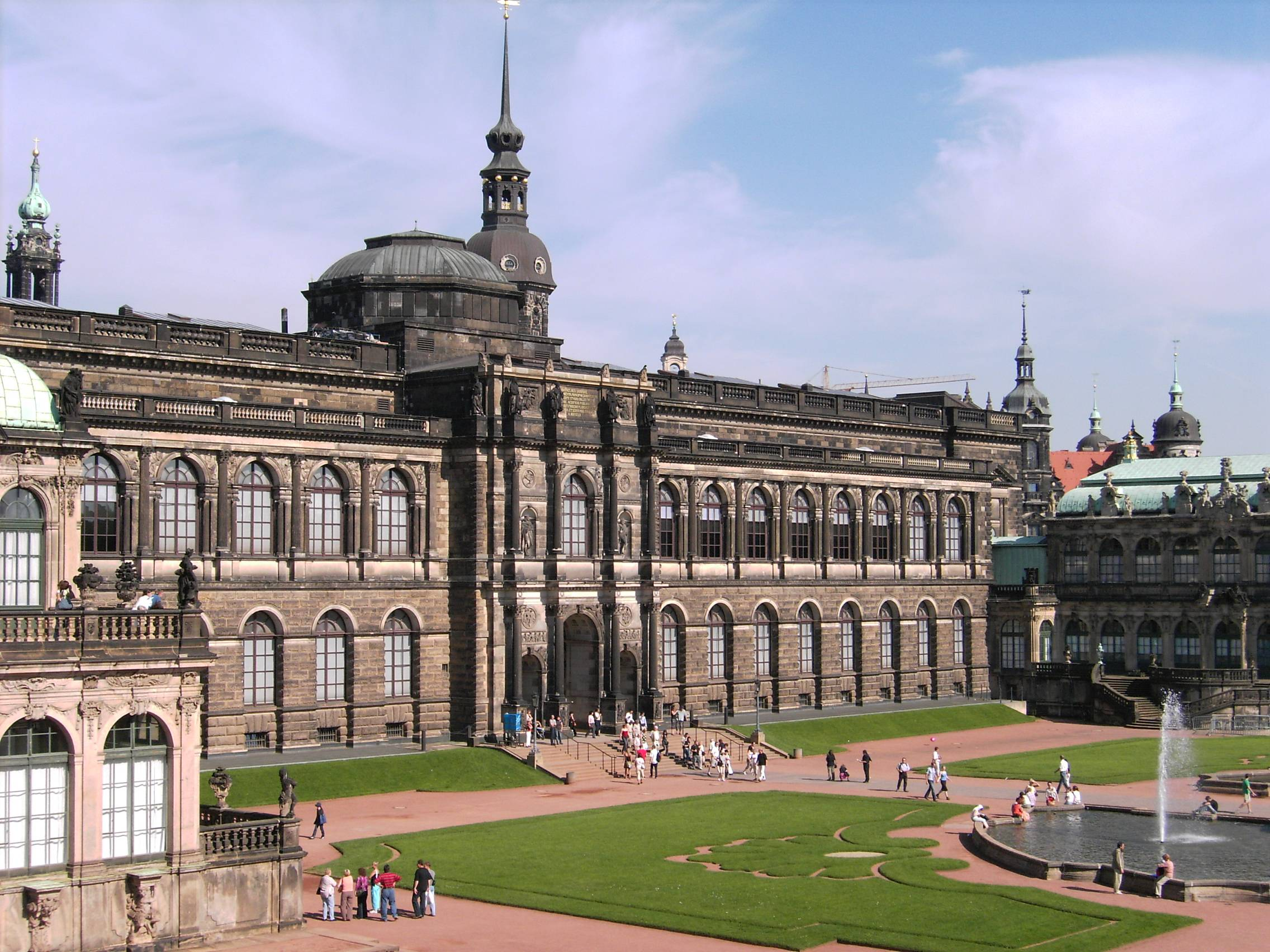
Het Zwinger
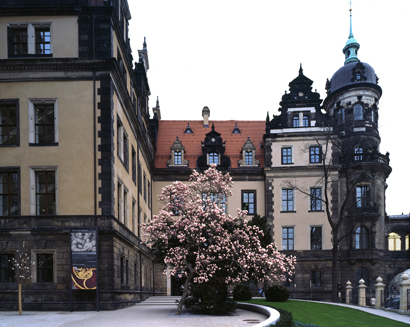
Het Residenzschloss
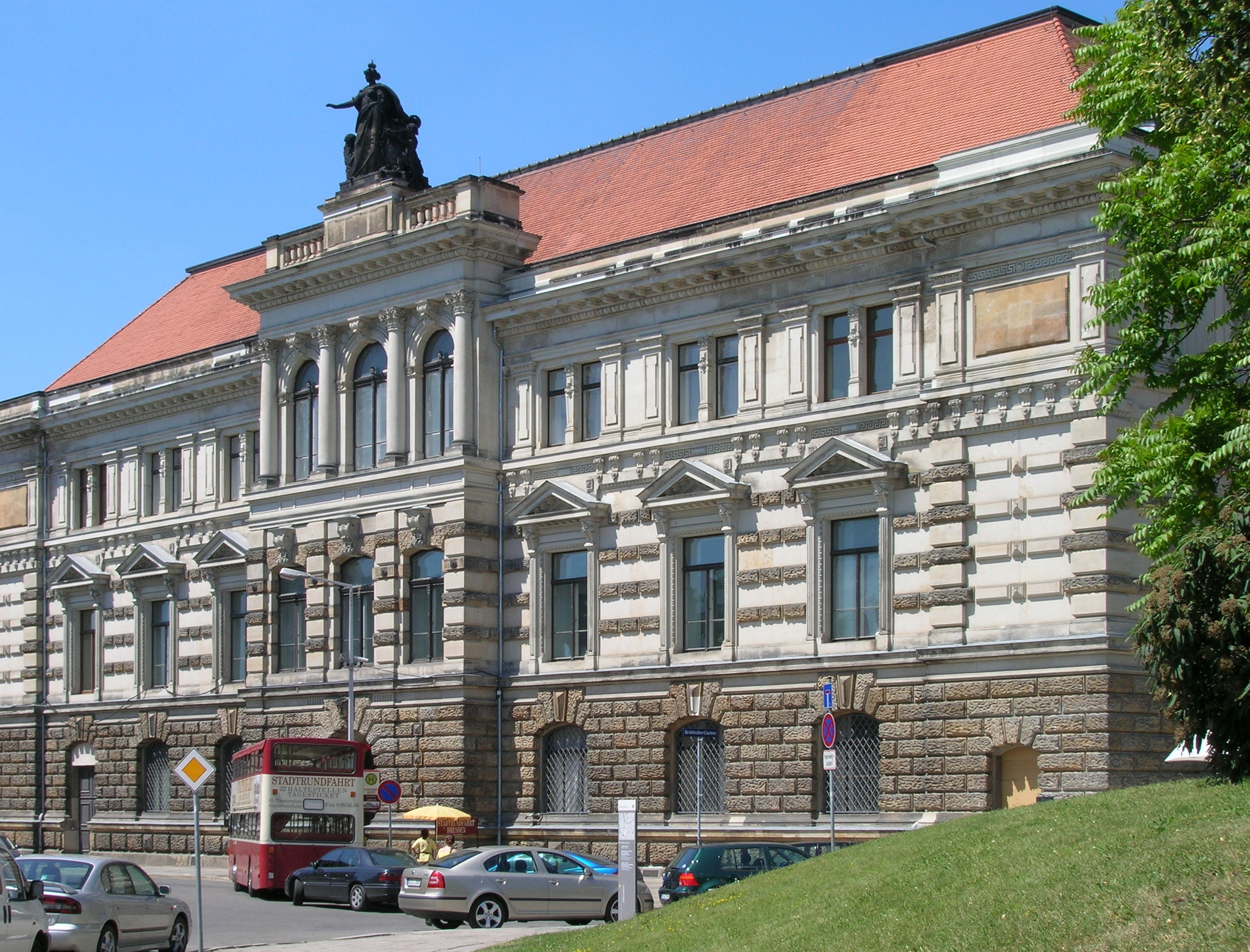
Het Albertinum
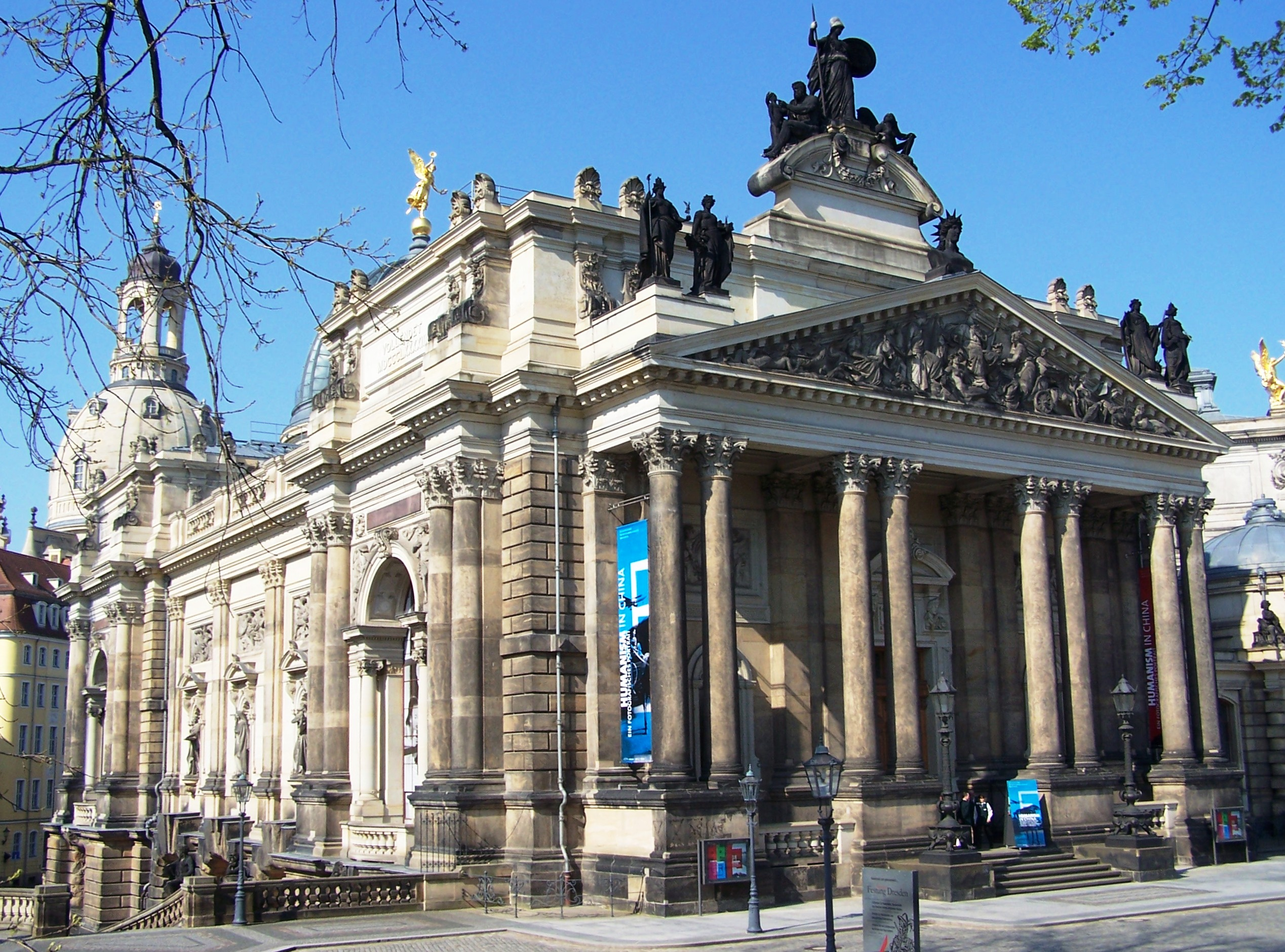
De Lipsius-Bau
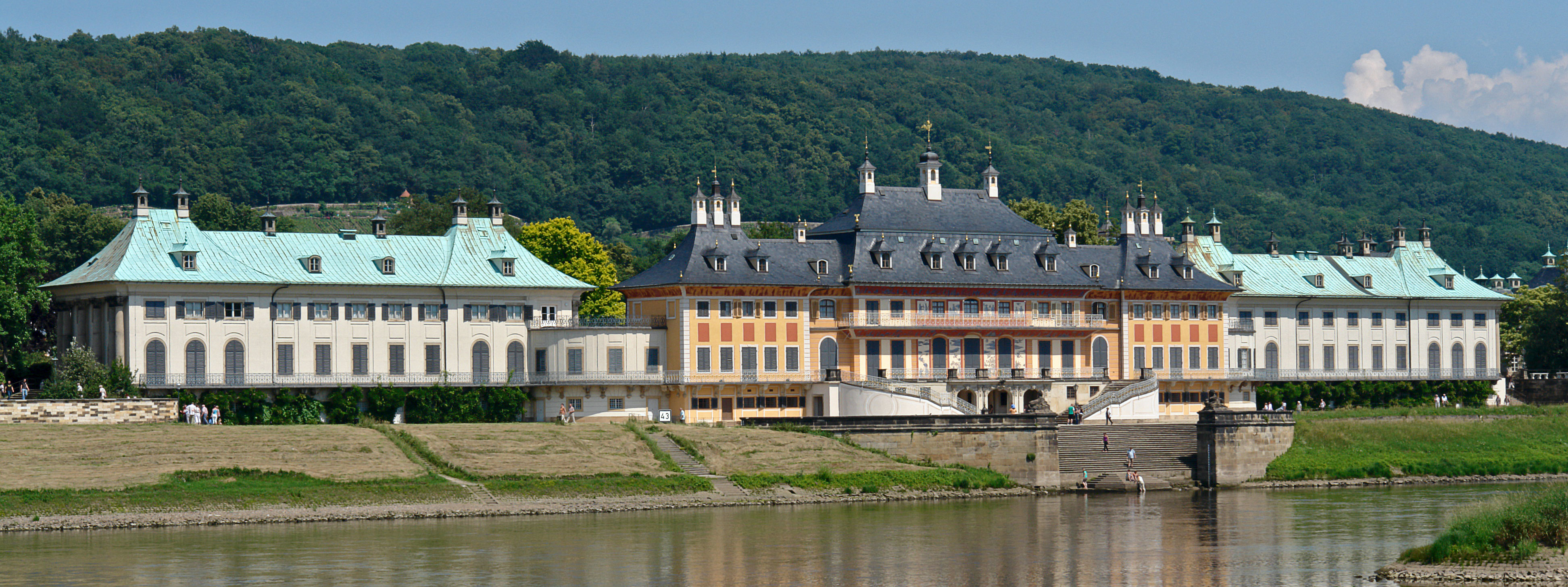
Het Schloss Pillnitz
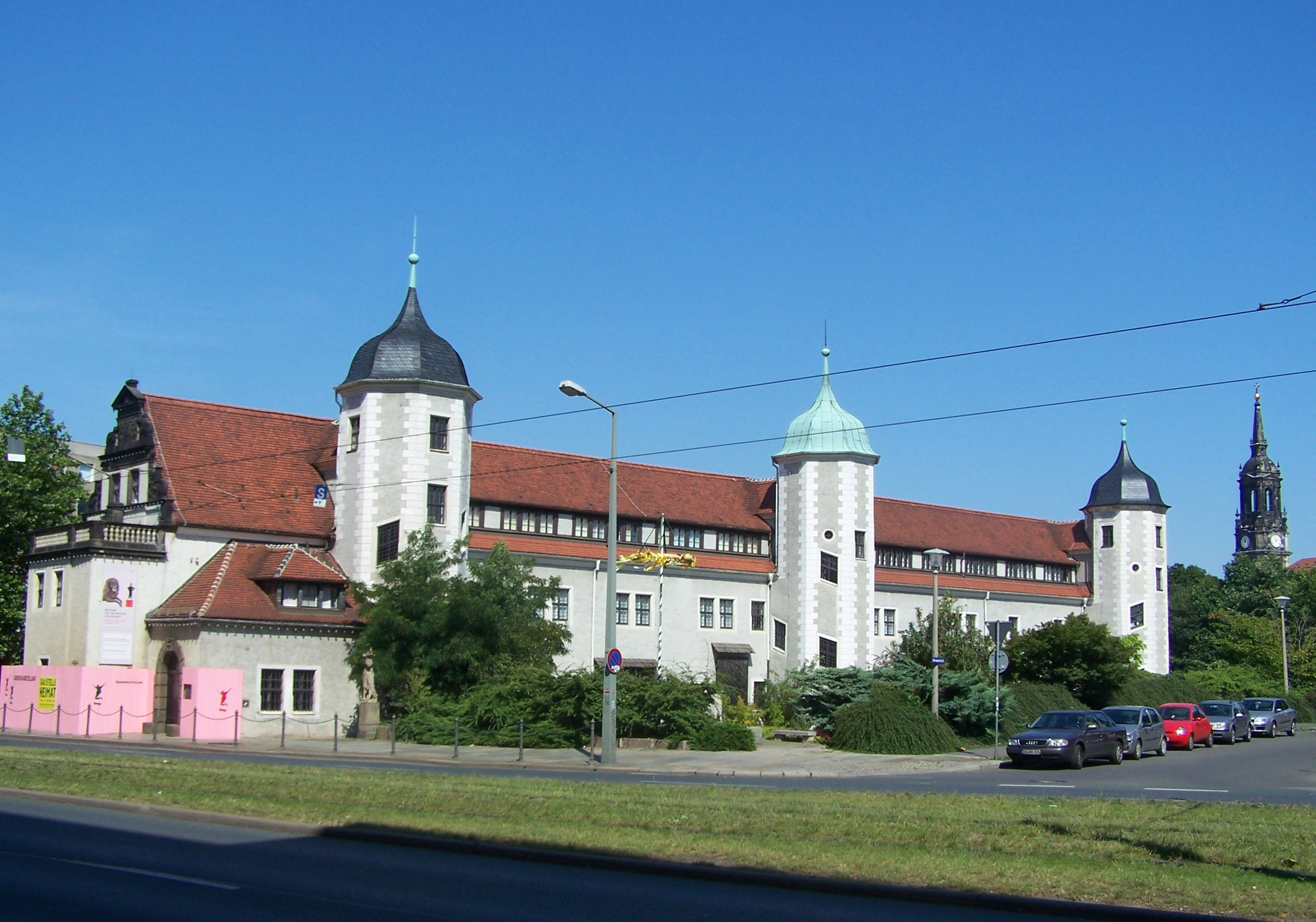
Het Jagerhof